# Сотово (Татарстан)
Сотово — село в Мамадышском районе Татарстана. Входит в состав Урманчеевского сельского поселения.

## География
Находится в центральной части Татарстана на расстоянии приблизительно 37 км на запад-юго-запад по прямой от районного центра города Мамадыш на берегу Камы в зоне подпора Куйбышевского водохранилища.

## История
Основано в 1930-х годах как посёлок лесопильного завода. Название села связывают либо с существовавшим когда-то содовым заводом, либо с сотым лесным кварталом.

## Население
Постоянных жителей было: в 1970—434, в 1979—375, в 1989—277, в 2002 году 241 (русские 54 %, татары 46 %, фактически татары и кряшены), в 2010 году 210.